# Timaru (rivière)
Pour les articles homonymes, voir Timaru.
La rivière Timaru  (anglais : Timaru River) est un cours d’eau du district de Queenstown-Lakes dans la région d’Otago dans l’Île du Sud de la Nouvelle-Zélande. C'est un affluent du fleuve la Clutha par le lac Hawea.

## Géographie
Elle s’écoule initialement vers le sud-ouest avant de tourner vers l’ouest pour s’écouler dans la partie est du lac Hawea, à 10 km au nord-est du centre-ville de Hāwea.